# Rosan Girard
Pour les articles homonymes, voir Girard.
Rosan Girard, né le 16 octobre 1913 au Moule et mort le 5 juin 2001 à Boulogne-Billancourt, est un médecin et homme politique français. 

## Biographie
Docteur en médecine, Rosan Girard est une figure communiste importante en Guadeloupe, dont il fut l'un des principaux dirigeants politiques. Il est ainsi secrétaire de la fédération départementale du Parti communiste français (PCF) puis secrétaire général du Parti communiste guadeloupéen (PCG). À la Libération, il devient maire du Moule.
Aux élections législatives de novembre 1946, il conduit la liste du PCF qui vire en tête et recueille 16 252 voix, devant la Section française de l'Internationale ouvrière (SFIO) et le Rassemblement des gauches républicaines (RGR).
À l’Assemblée nationale, son travail parlementaire et ses interventions s'articulent principalement autour des problématiques ultramarines, comme le développement économique ou les questions sociales.
Il est réélu en 1951 et 1956 mais ne se représente pas en 1958[réf. nécessaire].
En 1957, il retrouve son siège de maire dont il avait été déchu quatre ans auparavant. Il le cède à nouveau en 1962, à la suite de la dissolution du conseil municipal par la préfecture, puis entame un troisième et dernier mandat de 1965 à 1971.
Il est aussi l'auteur de plusieurs ouvrages.
Il meurt le 7 juin 2001 à Boulogne-Billancourt.

## Détail des fonctions et des mandats
Mandat parlementaire
- 10 novembre 1946 - 8 décembre 1958 : député de la Guadeloupe

Mandats locaux
- 1945 - 1953 : maire du Moule
- 1957 - 1962 : maire du Moule
- mars 1965 - mars 1971 : maire du Moule
- 1979 - 1985 : conseiller général du canton du Moule-1

### Œuvres de Rosan Girard
- Rosan Girard, Rupture sous-cutanée traumatique des muscles larges de la paroi abdominale : thèse pour le doctorat en médecine, Paris, Jouve, 1937, 88 p. (BNF 32168860)
- Rosan Girard, La Gestion des affaires guadeloupéennes par les Guadeloupéens dans le cadre d'une union avec la France, Paris, 1961, 32 p. (BNF 33025681)
- Rosan Girard (préf. Germain Saint-Ruf), Pour un sursaut guadeloupéen, Paris, Éditions L'Harmattan, 1979, 255 p. (BNF 36275862)
- Rosan Girard, Les Chemins de l'émancipation humaine : réflexions d'un révolutionnaire d'Outre-mer, Paris, R. Girard, 1988, 224 p. (ISBN 2-9502822-0-2, BNF 36628341)
- Rosan Girard (préf. Maximilien Rubel), Message à l'ombre des Filaos : matériaux pour la nouvelle révolution, Paris, R. Girard, 1995, 514 p. (ISBN 2-9502822-1-0, BNF 37018729)

### Biographie de Rosan Girard
Jean-Pierre Sainton, Rosan Girard : Chronique d'une vie politique en Guadeloupe, Paris/Pointe à Pitre, Karthala/Jasor, 1993, 454 p. (ISBN 2-86537-456-4)

### Articles
Yves Brard.- De l'influence de quelques justiciables sur la jurisprudence du Conseil d'État.

### Jurisprudence et articles juridiques
- Décisions n° 58-39/127/129/133 à 189 du Conseil Constitutionnel, 14 mai 1959. Élections à l'assemblée Nationale des 23 et 30 novembre 1953, Guadeloupe (1re circ.)[3]
- Analyse, Arrêts du Conseil d'État, 31 mai 1957. Rec. Lebon p. 335. "Par cette décision, le Conseil d’État juge que certains actes administratifs sont affectés d’une telle illégalité qu’ils doivent être regardés comme inexistants, ce qui permet de les contester ou de les rapporter à tout moment, même lorsque le délai de recours est écoulé[4]. Lire la requête de Rosan Girard[5].
- Analyse de la notion d'inexistence en droit[6]